# Chavenay
Chavenay è un comune francese di 1 928 abitanti situato nel dipartimento degli Yvelines nella regione dell'Île-de-France.
I suoi abitanti sono chiamati Chavenaysiens.
Il territorio comunale è bagnato dal Ru de Gally.

## Economia
Chavenay è una città essenzialmente rurale. A sud del comune, su una collina relativamente prominente fra Chavenay e Les Clayes-sous-Bois, si trova il piccolo aerodromo da turismo di Chavenay.

## Amministrazione

### Gemellaggi
Chavenay è gemellata con:
- (1998)  Rösrath, Germania

## Società

### Evoluzione demografica
Abitanti censiti